# Tetragnatha stelarobusta
Tetragnatha stelarobusta är en spindelart som beskrevs av Gillespie 1992. Tetragnatha stelarobusta ingår i släktet sträckkäkspindlar, och familjen käkspindlar. Inga underarter finns listade i Catalogue of Life.